# 網喉鏢吻鱈
網喉鏢吻鱈，為輻鰭魚綱鱈形目鼠尾鱈科的其中一種。分布於西太平洋萬那杜海域，屬深海底棲魚類，棲息深度可達685公尺，體長可達24.3公分，棲息在底層水域，生活習性不明。